# White Rabbit (sang)
 For alternative betydninger, se White Rabbit. (Se også artikler, som begynder med White Rabbit)
"White Rabbit" er en sang skrevet af Grace Slick og indspillet af det amerikansk syrerockband Jefferson Airplane og udgivet på bandets album fra Surrealistic Pillow. Sangen blev udgivet på single og blev bandets anden top-10 succes, da den nåede nummer otte på den amerikanske singlehitliste Billboard Hot 100 Sangen er optaget på flere lister over de bedste sange gennem tiderne.

## Historie
"White Rabbit" blev skrevet af Grace Slick mens hun var medlem af bandet The Great Society, der spillede sangen ved flere koncerter. Slick forlod The Great Society i 1966 for at overtage rollen som sanger efter Signe Anderson og på Jefferon Airplanes første album med Slick som medlem, Surrealistic Pillow, indspillede gruppen to af Slicks sange fra tiden med The Great Society, "Somebody to Love" og "White Rabbit". The Great Societys version af "White Rabbit" var længere end den mere aggressive version, som Jefferson Airplane indspillede. Begge Slicks sange blev top-10 hits og er siden blevet forbundet med Jefferson Airplane.

## Tekst og komposition
"White Rabbit" blev skrevet af Grace Slick enten sent i 1965 eller tidligt i 1966. Teksten er baseret på og indeholder referencer til den britiske forfatter Lewis Carrolls fantasi-roman Alice's Adventures in Wonderland fra 1865 og opfølgeren fra 1871 Through the Looking-Glass, herunder ændring af størrelse efter at have spist piller og svampe.
Slick har udtalt, at teksten var tænkt som et 'svirp' til de forældre, der læser sådanne børnebøger for deres børn og derefter undrede sig over, at børnene tog psykedeliske stoffer. I sagen indgår referencer til figuren Alice fra Carolls romaner samt den hvide kanin (sangens titel), den hookah-rygende larve, den hvide ridder og den røde dronning. Slick skrev sangen efter er syretrip. Med referencerne til brug af stoffer gemt bag Carolls børnebøger var "White Rabbit" en af de første sange om stoffer, der kom uden om censuren.
I et interview med The Wall Street Journal fortalte Slick at hun havde musikalsk inspiration fra Ravels Boléro.

## Medvirkende
- Grace Slick – sang
- Jorma Kaukonen – leadguitar
- Paul Kantner – rytmeguitar
- Jack Casady – bas
- Spencer Dryden – trommer